# Esteve VI
Esteve VI (o VII, segons una numeració diferent, Roma, ? – 14 d'agost de 897) va ser el 113è papa de l'Església catòlica del 896 al 897.

## Biografia

### Orígens i trajectòria eclesiàstica
Segons la tradició, era d'origen romà i fill d'un sacerdot anomenat Giovanni. Va ser nomenat, l'any 891, bisbe d'Anagni pel papa Formós, potser contra la seva voluntat, ja que ser el cap d'una diòcesi implicava l'exclusió de l'elecció com a bisbe de Roma.

### Pontificat

#### Elecció
Quan Bonifaci VI va morir de gota després de només quinze dies de pontificat, Esteve es va convertir en Papa en un moment no especificat entre maig i agost de 896, data del primer document que el certifica com a papa.
Abans que el legítim emperador Arnulf de Caríntia pogués influir en la nominació papal amb qualsevol dels seus candidats, Esteve havia estat col·locat al tron papal arran de la pressió del partit pro-espoletino, que en aquell període tenia el predomini polític a la ciutat, i que seguia a Lambert II de Spoleto (coronat rei d'Itàlia i emperador pel papa Formós) que després de ser expulsat de Roma per Arnulf, va poder reconquerir la ciutat després de marxar-ne Arnulf per culpa del seu estat de salut i per problemes interns que sorgiren en el seu propi regne.i a la seva mare Ageltrude. La manca de familiaritat del papa en l'àmbit polític i la seva total dependència de la casa d'Espoleto també es demostra pel fet que inicialment Esteve va demostrar que reconeixia a Arnulf com a emperador (també coronat pel mateix Formós), per després retrocedir a favor de Lambert com a emperador. tan aviat com Ageltrude li va recordar qui estava al capdavant a Roma.

#### El Sínode del Cadàver
El mateix tema en detall: papa Formós i Concili Cadavèric

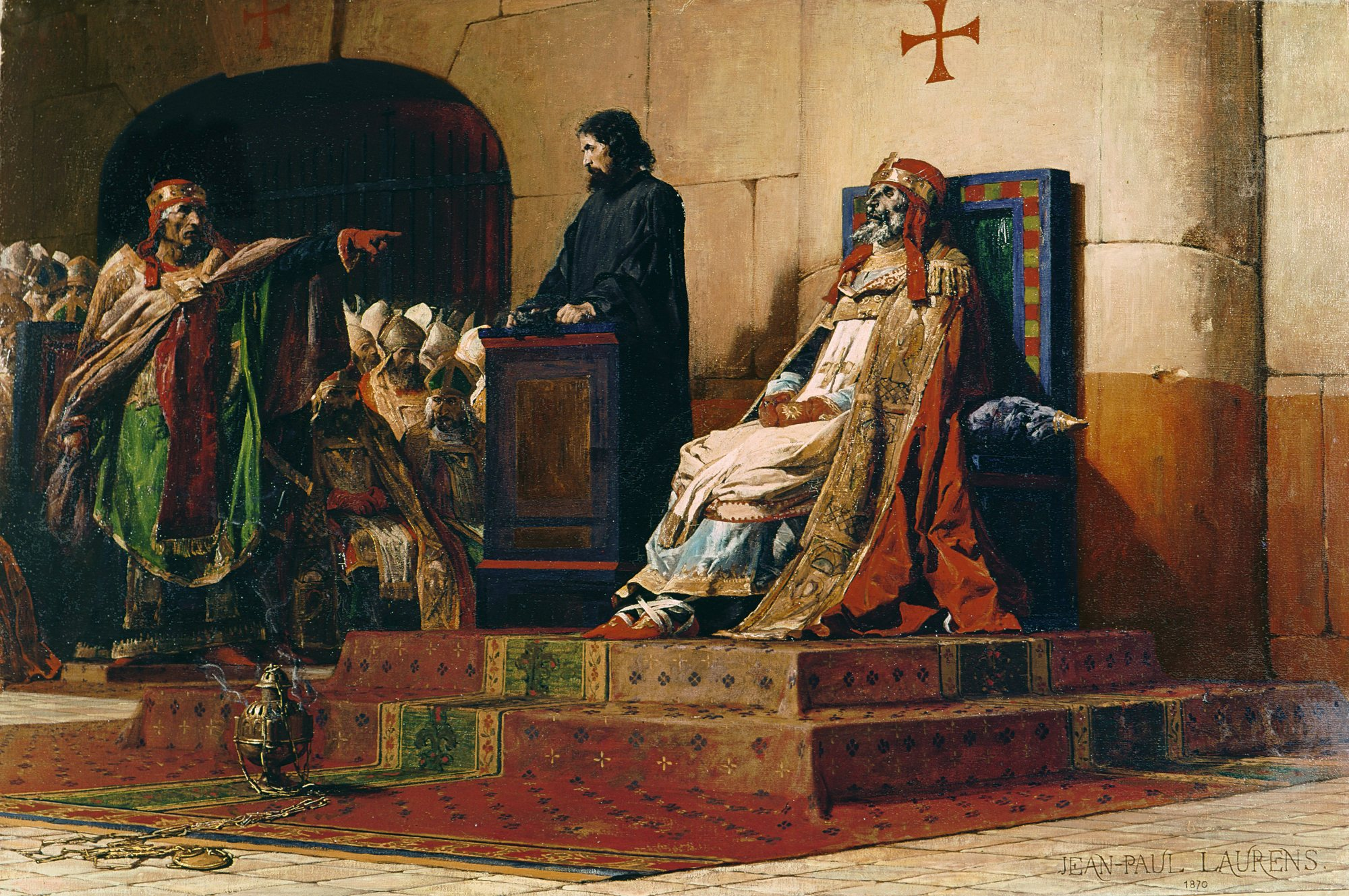
Concilio cadaverico, Jean-Paul Laurens (1870), Nantes, Musée des Beaux-Arts

El gener de 897, potser després de les pressions de Lambert i Ageltrude, Esteve VI va ordenar la celebració d'un judici, definit més tard com el "Concili Cadavèric" (synodus horrenda), contra el difunt Papa Formós, pontífex de 891 a 896, per sacrilegi i traïció. Formós (contra qui la família Spolet tenia un odi profund) va ser considerat culpable d'una sèrie de crims: haver pujat al tron papal gràcies al suport del partit proalemany, enemic jurat dels Spolets; havent estat consagrat papa encara que ja era bisbe de Porto; havent infringit el jurament fet al papa Joan VIII l'any 878, durant el Concili de Troyes, quan, per obtenir la revocació de l'excomunió, s'havia compromès a no posar mai més els peus a Roma.
Així doncs, el cadàver de Formós va ser exhumat, vestit amb vestidures pontificals i col·locat en un tron a la basílica del Laterà per respondre de tots els càrrecs. Al marge de la decadència general dels costums i de la moral, fins i tot per part dels més alts càrrecs eclesiàstics, l'única explicació plausible d'aquesta manera de procedir es troba en el procediment judicial germànic, que en la celebració d'un judici requeria la presència del corpus delicti, i que per tant també permetia la presència d'un cadàver.
Ferdinand Gregorovius, l' historiador alemany del segle xix, proporciona una de les millors descripcions, encara que amb forts matisos dramàtics, del clima i la conclusió d'aquest sínode:
| «             | El cadàver del papa, arrencat de la tomba on havia estat descansat durant vuit mesos, va ser vestit amb túnica pontifícia i col·locat en un tron a la sala del concili. L'advocat del papa Esteve es va aixecar, es va girar cap a aquella horrible mòmia, al costat de la qual s'asseia un diaca tremolós, que se suposava que havia de ser el seu defensor, va proposar les acusacions; i el papa vivent, amb una fúria boja, va preguntar al mort: "Per què, home ambiciós, has usurpat la càtedra apostòlica de Roma, tu que ja eres bisbe de Porto?". L'advocat de Formós va adduir alguna cosa en la seva defensa, si l'horror li permetia parlar; el cadàver va ser declarat culpable i condemnat. El sínode va signar l'acta de deposició, va condemnar el papa per sempre i va decretar que tots aquells a qui havia conferit ordres sacerdotals haurien de tornar a ser ordenats. Es van arrencar les vestidures de la mòmia, van tallar els tres dits de la mà dreta amb què solen beneir els llatins, i amb crits bàrbars, van llençar el cadàver fora de l'aula: va ser arrossegat pels carrers, i, entre els crits de la multitud, va ser llançat al Tíber. | » |
| — Gregorovius | |   |

És dubtós que els antics enemics de Formós, Lambert II de Spoleto i la seva mare Ageltrude fossin els veritables instigadors d'Esteve. De fet, si l'anul·lació dels actes duts a terme per Formós va ser certament favorable a Esteve, ja que d'aquesta manera es va eliminar la seva nominació episcopal a la diòcesi d'Anagni i, per tant, també la irregularitat en l'elecció pontifícia, per la mateixa raó la coronació de Lambert de Spolet també podria haver estat considerada nul·la, i això, certament, no hauria estat en el seu avantatge. També és cert, però, que malgrat saber a què s'enfrontaven, Lambert i Ageltrude no van fer res per impedir el "procés".

#### Conseqüències del Sínode del cadàver
Del breu pontificat d'Esteve VI (només un any i tres mesos), a més del synodus horrenda, es recorden molt pocs altres actes, pràcticament tots (excepte la concessió de privilegis especials a algunes esglésies, com les de Narbona i Vézelay) connectat amb aquell esdeveniment macabre, com la renúncia forçosa d'alguns bisbes ordenats per Formós.
El judici, de fet, amb la consegüent tortura del cadàver, va provocar una revolta popular a tota Roma uns mesos més tard (estiu del 897) amb un retorn de prestigi al partit proalemany i una onada d'indignació que va empènyer el poble per venjar-se del crim comès. El papa Esteve va patir directament les conseqüències: va ser capturat, deposat i empresonat a Castel Sant'Angelo, on l'octubre del mateix any 897 va ser assassinat per estrangulament. Les seves restes van ser enterrades llavors a Sant Pere pel seu amic el papa Sergi III, l'any 907.